# Chociw (gmina)
Chociw – dawna gmina wiejska istniejąca do 1954 roku w woj. łódzkim. Siedzibą władz gminy był Chociw.
W okresie międzywojennym gmina Chociw należała do powiatu łaskiego w woj. łódzkim. Po wojnie gmina zachowała przynależność administracyjną. Według stanu z 1 lipca 1952 roku gmina składała się z 13 gromad: Chociw, Chrusty, Goryń, Grabówie, Klęcz, Łazów, Restarzew Cmentarny, Restarzew Środkowy, Rogóźno, Ruda, Sarnów, Wincentów i Zawady.
Jednostka została zniesiona 29 września 1954 roku wraz z reformą wprowadzającą gromady w miejsce gmin. Po reaktywowaniu gmin z dniem 1 stycznia 1973 roku gminy Chociw nie przywrócono, a jej dawny obszar wszedł głównie w skład gminy Widawa, w tymże powiecie i województwie.